# Josef Harpe
Josef Harpe (Buer, 21 de setembro de 1887 –  Nuremberg em 14 de março de 1968) foi um General da Alemanha durante a Segunda Guerra Mundial comandante de diversas unidades importantes desde conflito.

## Carreira militar
Foi um oficial cadete em 1909, se tornou Leutnant na infantaria no ano seguinte. Ele seguiu a sua carreira militar no período de entre-guerras, na cavalaria e em tropas móveis, e foi designado para comandar o Pz.Rgt. 3 em 1935. Promovido para Oberst em 1 de Janeiro de 1937, ele foi o comandante do 1. Pz.Brig. no início da Segunda Guerra Mundial.
Ele subiu rapidamente pelas patentes: Promovido para Generalmajor em 1 de Agosto de 1940, Generalleutnant em 15 de Janeiro de 1942, General der Panzertruppe em 1 de Junho de 1942, e Generaloberst em 20 de Abril de 1944.
Após comandar a 1. Pz.Brig., ele comandou a Escola de Tropas Armadas (15 de Fevereiro de 1942), 2ª Divisão de Infantaria renomeada posteriormente para 12ª Divisão Panzer (5 de Outubro de 1940), e após comandou o XXXXI Corpo Panzer (15 de Janeiro de 1942).
Mais tarde ele assumiu vários comandos importantes: 9º Exército (4 de Novembro de 1943), 4º Exército Panzer (15 de Maio de 1944), Grupo de Exércitos A (28 de Setembro de 1944) e o 5º Exército Panzer (9 de Março de 1945).
Ele faleceu em Nuremberg em 14 de Março de 1968. Foi condecorado com a Cruz de Cavaleiro da Cruz de Ferro (13 de Agosto de 1941), com Folhas de Carvalho (31 de Dezembro de 1941, n° 55) e Espadas (15 de Setembro de 1943, n° 36) e a Cruz Germânica em Ouro (19 de Fevereiro de 1943).